# Sri-lankische Cricket-Nationalmannschaft in England in der Saison 2011
Die Tour der sri-lankischen Cricket-Nationalmannschaft nach England in der Saison 2011 fand vom 26. Mai bis zum 9. Juli 2011 statt. Die internationale Cricket-Tour war Bestandteil der Internationalen Cricket-Saison 2011 und umfasste drei Tests, fünf ODIs und ein Twenty20. England gewann die Test-Serie 1–0 und die ODI-Serie 3–2, während Sri Lanka die Twenty20-Serie mit 1–0 gewann.

## Vorgeschichte
Für beide Mannschaften war es die erste Tour der Saison. Das letzte Aufeinandertreffen der beiden Mannschaften bei einer Tour fand in der Saison 2007/08 in Sri Lanka statt.

## Stadien
Die folgenden Stadien wurden für die Tour als Austragungsort vorgesehen und am 26. August 2010 festgelegt.
| Stadion                     | Stadt       | Kapazität | Spiele          |
| --------------------------- | ----------- | --------- | --------------- |
| Bristol County Ground       | Bristol     | 17.500    | 1. T20          |
| Sophia Gardens              | Cardiff     | 15.643    | 1. Test         |
| Headingley Stadium          | Leeds       | 17.000    | 2. ODI          |
| Trent Bridge                | Nottingham  | 15.350    | 4. ODI          |
| The Oval                    | London      | 23.500    | 1. ODI          |
| Lord’s Cricket Ground       | London      | 30.000    | 2. Test; 3. ODI |
| Old Trafford Cricket Ground | Manchester  | 19.000    | 5. ODI          |
| Rose Bowl                   | Southampton | 6.500     | 3. Test         |

## Kaderlisten
Sri Lanka benannte seinen Limited-Overs-Kader am 9. Juni 2011.
England benannte seinen Test-Kader am 22. Mai und seinen ODI- und Twenty20-Kader am 21. Juni 2011.
| Test | Test | ODI | ODI | Twenty20 | Twenty20 |
| England | Sri Lanka | England | Sri Lanka | England | Sri Lanka |
| --- | --- | --- | --- | --- | --- |
| - Andrew Strauss (K) - Alastair Cook (VK) - James Anderson - Ian Bell - Stuart Broad - Jade Dernbach - Steven Finn - Eoin Morgan - Kevin Pietersen - Matt Prior (wk) - Graeme Swann - Chris Tremlett - Jonathan Trott | - Tillakaratne Dilshan (K) - Kumar Sangakkara (K) - Nuwan Pradeep - Dilhara Fernando - Rangana Herath - Mahela Jayawardene - Prasanna Jayawardene (wk) - Suraj Randiv - Suranga Lakmal - Farveez Maharoof - Ajantha Mendis - Tharanga Paranavitana - Thisara Perera - Thilan Samaraweera - Dinesh Chandimal - Kaushal Silva - Lahiru Thirimanne - Chanaka Welegedara | - Alastair Cook (K) - James Anderson - Ian Bell - Ravi Bopara - Tim Bresnan - Stuart Broad - Jade Dernbach - Steven Finn - Craig Kieswetter (wk) - Eoin Morgan - Samit Patel - Kevin Pietersen - Graeme Swann - Jonathan Trott - Chris Woakes - Luke Wright | - Tillakaratne Dilshan (K) - Thilina Kandamby (VK) - Dinesh Chandimal - Sanath Jayasuriya - Mahela Jayawardene - Suraj Randiv - Dimuth Karunaratne - Nuwan Kulasekara - Suranga Lakmal - Lasith Malinga - Angelo Mathews - Ajantha Mendis - Jeevan Mendis - Thisara Perera - Dhammika Prasad - Kumar Sangakkara (wk) | - Stuart Broad (K) - James Anderson - Ian Bell - Ravi Bopara - Alastair Cook - Jade Dernbach - Steven Finn - Craig Kieswetter (wk) - Michael Lumb - Eoin Morgan - Samit Patel - Kevin Pietersen - Graeme Swann - Jonathan Trott - Chris Woakes - Luke Wright | - Thilina Kandamby (K) - Dinesh Chandimal - Tillakaratne Dilshan - Sanath Jayasuriya - Mahela Jayawardene - Suraj Randiv - Dimuth Karunaratne - Nuwan Kulasekara - Suranga Lakmal - Lasith Malinga - Angelo Mathews - Ajantha Mendis - Jeevan Mendis - Thisara Perera - Dhammika Prasad - Kumar Sangakkara (wk) |

## Tour Matches
| 14. – 16. Mai Scorecard | Uxbridge | Middlesex 360-8 (100) & 161 (48.5) | – | Sri Lankans 309-2d (69) & 216-6 (44) |
|                         |          | Sri Lankans gewinnt mit 4 Wickets  |   |                                      |

| 19. – 22. Mai Scorecard | Derby | England Lions 493-8d (100) & 183 (47.3) | – | Sri Lankans 266 (63.4) & 448 (104.4) (f/o) |
|                         |       | Sri Lankans gewinnt mit 38 Runs         |   |                                            |

| 10. – 12. Juni Scorecard | Chelmsford | Sri Lankans 337-9d (90.4) & 38 (3) | – | Essex 351 (73.4) |
|                          |            | Remis                              |   |                  |

| 22. Juni Scorecard | Worcester | Sri Lankans 351-5 (50)          | – | Worcestershire Royals 294 (43.2) |
|                    |           | Sri Lankans gewinnt mit 57 Runs |   |                                  |

## Tests

### Erster Test in Cardiff
| 26. – 30. Mai Scorecard | Cardiff | Sri Lanka 400 (118.4) & 82 (24.4)             | – | England 496-5d (155) |
|                         |         | England gewinnt mit einem Innings und 14 Runs |   |                      |

### Zweiter Test in London
| 3. – 7. Juni Scorecard | London (Lord’s) | England 486 (112.5) & 335-7d (78.1) | – | Sri Lanka 479 (131.4) & 127-3 (43) |
|                        |                 | Remis                               |   |                                    |

Matt Prior wurde auf Grund des unbeabsichtigten beschädigen eines Fensters im Umkleideraum vom Weltverband ermahnt.

### Dritter Test in Southampton
| 16. – 20. Juni Scorecard | Southampton | Sri Lanka 184 (64.2) & 334-5 (104) | – | England 377-8d (92.4) |
|                          |             | Remis                              |   |                       |

Sri Lanka wurde auf Grund einer zu langsamer Spielweise mit einer Geldstrafe belegt.

## Twenty20 Internationals

### Erstes Twenty20 in Bristol
| 25. Juni Scorecard | Bristol | England 136-9 (20)              | – | Sri Lanka 137-1 (17.2) |
|                    |         | Sri Lanka gewinnt mit 9 Wickets |   |                        |

## One-Day Internationals

### Erstes ODI in London
| 28. Juni Scorecard | London (The Oval) | England 229-8 (32/32)                     | – | Sri Lanka 121 (27/32) |
|                    |                   | England gewinnt mit 110 Runs (D/L method) |   |                       |

### Zweites ODI in Leeds
| 1. Juli Scorecard | Leeds | Sri Lanka 309-5 (50)          | – | England 240 (45.5) |
|                   |       | Sri Lanka gewinnt mit 69 Runs |   |                    |

### Drittes ODI in London
| 3. Juli Scorecard | London (Lord’s) | England 246-7 (50)              | – | Sri Lanka 249-4 (48.2) |
|                   |                 | Sri Lanka gewinnt mit 6 Wickets |   |                        |

### Viertes ODI in Nottingham
| 6. Juli Scorecard | Nottingham | Sri Lanka 174 (43.4)                        | – | England 171-0 (23.5/48) |
|                   |            | England gewinnt mit 10 Wickets (D/L method) |   |                         |

### Fünftes ODI in Manchester
| 9. Juli Scorecard | Manchester | England 268-9 (50)          | – | Sri Lanka 252 (48.2) |
|                   |            | England gewinnt mit 16 Runs |   |                      |

## Statistiken
Die folgenden Cricketstatistiken wurden bei dieser Tour erzielt.
| Tests                | Tests      | Tests   | Tests   | Tests   | Tests   | Tests   | Tests   | Tests   |
| Batting              | Batting    | Batting | Batting | Batting | Batting | Batting | Batting | Batting |
| Spieler              | Mannschaft | Spiele  | Innings | Runs    | Average | HS      | 100s    | 50s     |
| -------------------- | ---------- | ------- | ------- | ------- | ------- | ------- | ------- | ------- |
| Alastair Cook        | England    | 3       | 4       | 390     | 97,50   | 133     | 2       | 2       |
| Ian Bell             | England    | 3       | 4       | 331     | 331,00  | 119*    | 2       | 2       |
| Jonathan Trott       | England    | 3       | 4       | 267     | 66,75   | 203     | 1       | 1       |
| Tillakaratne Dilshan | Sri Lanka  | 2       | 3       | 253     | 84,33   | 193     | 1       | 1       |
| Mahela Jayawardene   | Sri Lanka  | 3       | 6       | 216     | 54,00   | 112     | 1       | 0       |
| Bowling              |            |         |         |         |         |         |         |         |
| Spieler              | Mannschaft | Spiele  | Overs   | Wickets | Average | BBI     | 5W      | 10W     |
| Chris Tremlett       | England    | 3       | 116     | 15      | 23,40   | 6/48    | 1       | 0       |
| Graeme Swann         | England    | 3       | 103.2   | 12      | 23,58   | 4/16    | 0       | 0       |
| Stuart Broad         | England    | 3       | 119     | 8       | 48,75   | 2/21    | 0       | 0       |
| James Anderson       | England    | 2       | 81      | 7       | 29,00   | 3/66    | 0       | 0       |
| Chanaka Welegedara   | Sri Lanka  | 2       | 62      | 7       | 37,42   | 4/122   | 0       | 0       |
| Suranga Lakmal       | Sri Lanka  | 3       | 88.2    | 7       | 51,85   | 3/99    | 0       | 0       |

| ODIs               | ODIs       | ODIs    | ODIs    | ODIs    | ODIs    | ODIs    | ODIs    | ODIs    |
| Batting            | Batting    | Batting | Batting | Batting | Batting | Batting | Batting | Batting |
| Spieler            | Mannschaft | Spiele  | Innings | Runs    | Average | HS      | 100s    | 50s     |
| ------------------ | ---------- | ------- | ------- | ------- | ------- | ------- | ------- | ------- |
| Alastair Cook      | England    | 5       | 5       | 298     | 74,50   | 119     | 1       | 1       |
| Mahela Jayawardene | Sri Lanka  | 5       | 5       | 246     | 49,20   | 144     | 1       | 1       |
| Kumar Sangakkara   | Sri Lanka  | 5       | 5       | 221     | 44,20   | 75      | 0       | 2       |
| Craig Kieswetter   | England    | 5       | 5       | 204     | 51,00   | 72*     | 0       | 2       |
| Dinesh Chandimal   | Sri Lanka  | 4       | 4       | 164     | 54,66   | 105*    | 1       | 1       |
| Angelo Mathews     | Sri Lanka  | 5       | 5       | 164     | 54,66   | 62      | 0       | 1       |
| Bowling            |            |         |         |         |         |         |         |         |
| Spieler            | Mannschaft | Spiele  | Overs   | Wickets | Average | BBI     | 5W      | 10W     |
| Suraj Randiv       | Sri Lanka  | 5       | 36      | 9       | 20,44   | 5/42    | 1       | 0       |
| James Anderson     | England    | 5       | 42.2    | 9       | 21,77   | 4/18    | 0       | 0       |
| Graeme Swann       | England    | 5       | 45      | 8       | 20,50   | 3/18    | 0       | 0       |
| Jade Dernbach      | England    | 5       | 42      | 8       | 28,75   | 3/38    | 0       | 0       |
| Tim Bresnan        | England    | 5       | 42      | 8       | 29,00   | 3/49    | 0       | 0       |

| Twenty20           | Twenty20   | Twenty20 | Twenty20 | Twenty20 | Twenty20 | Twenty20 | Twenty20 | Twenty20 |
| Batting            | Batting    | Batting  | Batting  | Batting  | Batting  | Batting  | Batting  | Batting  |
| Spieler            | Mannschaft | Spiele   | Innings  | Runs     | Average  | HS       | 100s     | 50s      |
| ------------------ | ---------- | -------- | -------- | -------- | -------- | -------- | -------- | -------- |
| Mahela Jayawardene | Sri Lanka  | 1        | 1        | 72       |          | 72*      | 0        | 1        |
| Eoin Morgan        | England    | 1        | 1        | 47       | 47,00    | 47       | 0        | 0        |
| Kumar Sangakkara   | Sri Lanka  | 1        | 1        | 43       |          | 43*      | 0        | 0        |
| Kevin Pietersen    | England    | 1        | 1        | 41       | 41,00    | 41       | 0        | 0        |
| Ravi Bopara        | England    | 1        | 1        | 19       | 19,00    | 19       | 0        | 0        |
| Bowling            |            |          |          |          |          |          |          |          |
| Spieler            | Mannschaft | Spiele   | Overs    | Wickets  | Average  | BBI      | 5W       | 10W      |
| Lasith Malinga     | Sri Lanka  | 1        | 4        | 2        | 7,50     | 2/15     | 0        | 0        |
| Sanath Jayasuriya  | Sri Lanka  | 1        | 3        | 2        | 9,00     | 2/18     | 0        | 0        |
| Suranga Lakmal     | Sri Lanka  | 1        | 4        | 2        | 13,00    | 2/26     | 0        | 0        |
| Nuwan Kulasekara   | Sri Lanka  | 1        | 3        | 1        | 15,00    | 1/15     | 0        | 0        |
| Jade Dernbach      | England    | 1        | 3        | 1        | 18,00    | 1/18     | 0        | 0        |

## Player of the Series
Als Player of the Series wurden die folgenden Spieler ausgezeichnet.
| Serie | Player of the Series              |
| ----- | --------------------------------- |
| Test  | Mahela Jayawardene Chris Tremlett |
| ODI   | Alastair Cook                     |

### Player of the Match
Als Player of the Match wurden die folgenden Spieler ausgezeichnet.
| Spiel   | Player of the Match  |
| ------- | -------------------- |
| 1. Test | Jonathan Trott       |
| 2. Test | Tillakaratne Dilshan |
| 3. Test | Chris Tremlett       |
| 1. T20  | Mahela Jayawardene   |
| 1. ODI  | James Anderson       |
| 2. ODI  | Mahela Jayawardene   |
| 3. ODI  | Dinesh Chandimal     |
| 4. ODI  | Alastair Cook        |
| 5. ODI  | Jonathan Trott       |